# Reichskulturkammer

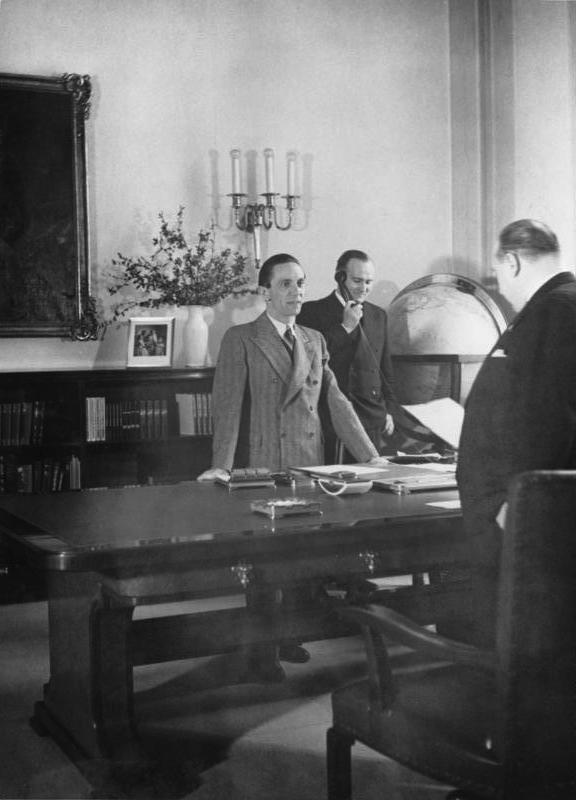
El ministro Goebbels y su Staatssekretär (Secretario de Estado), Walther Funk, en el Ministerio de Propaganda del Reich. Karl Hanke está en el fondo (1937).

La Cámara de la Cultura del Reich (en alemán: Reichskulturkammer) era una agencia gubernamental de la Alemania nazi. Fue establecido por ley el 22 de septiembre de 1933 en el curso del proceso denominado como Gleichschaltung a instancias del Ministro del Reich Joseph Goebbels como una organización profesional de todos los artistas creativos alemanes. Desafiando las ambiciones competitivas del Frente Alemán del Trabajo (DAF) bajo el rival de Goebbels, Robert Ley, estaba destinado a ganar el control de toda la vida cultural en Alemania creando y promoviendo el arte ario en consonancia con los ideales nazis.
Cada artista tenía que solicitar ser miembro en la presentación de un certificado ario (Ariernachweis). Una inscripción rechazada de facto resultó en una prohibición laboral.

## Estructura y organización
El Reichskulturkammer (RKK) estaba afiliado al Ministerio del Reich para la Ilustración Pública y Propaganda con sede en la Wilhelmplatz, en Berlín. Dirigido por el propio Goebbels, un secretario de estado de su ministerio fue nombrado como vicepresidente:
- Walther Funk (1933–1938)
- Karl Hanke (1938–1941)
- Leopold Gutterer (1941–1944)
- Werner Naumann (1944–1945)

El oficial de las SS Hans Hinkel fue uno de los oficiales a cargo de la Cámara y del comisionado especial de Goebbels para la expulsión de los judíos de la vida cultural alemana.
Las diferentes subdivisiones del RKK trataron la música, las artes visuales, el cine, la arquitectura y la literatura, organizadas en siete departamentos:
- Reichsfilmkammer, encabezado por Carl Froelich desde 1939.
- Reichsmusikkammer, dirigido por Richard Strauss, y desde 1935 por Peter Raabe.
- Reichskammer der bildenden Künste ("Cámara de Bellas Artes del Reich"), dirigida por Eugen Hönig desde 1933, y por Adolf Ziegler desde 1936 y por Wilhelm Kreis desde 1943.
- Reichstheaterkammer, dirigido por Rainer Schlösser de 1935 a 1938, y por Paul Hartmann desde 1942.
- Reichsschrifttumskammer, dirigido por Hans-Friedrich Blunck, y desde 1935 por Hanns Johst.
- Reichspressekammer, dirigido por Max Amann.
- Reichsrundfunkkammer (tareas asignadas al Reichs-Rundfunk-Gesellschaft en 1939)

El RKK fue finalmente disuelto y sus activos confiscados por la Ley nº 2 (10 de octubre de 1945) del Consejo de Control Aliado. Los archivos y material de archivo se guardan en los Archivo Federal de Alemania (Bundesarchiv) y el Centro de Documentos de Berlín.

## Arte degenerado

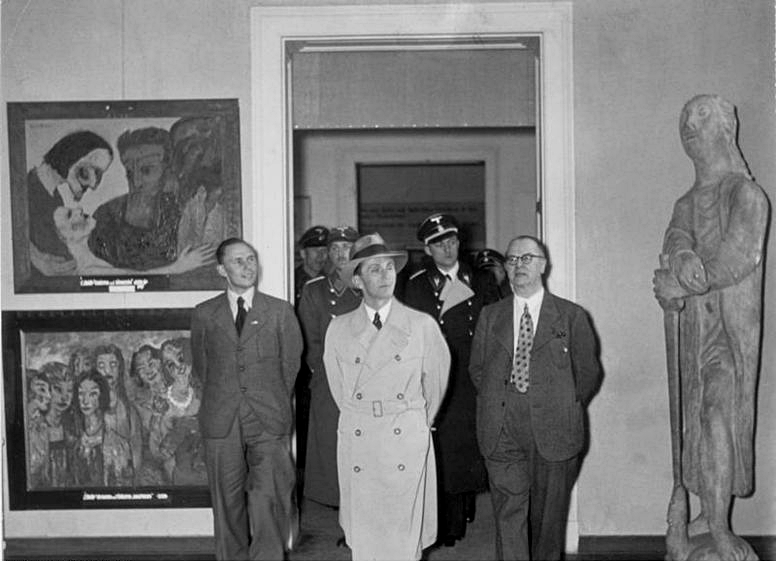
Goebbels visitando la exposición de 1938, Entartete Kunst, en Berlín.

El RKK desempeñó un papel importante en la opresión nazi del arte moderno, difamándolo como "bolchevismo cultural". Un proyecto notable de la división Bildende Künste (Bellas Artes) bajo Adolf Ziegler fue la exposición Entartete Kunst, de obras consideradas "degeneradas". Inaugurada en julio de 1937 en el Hofgarten en Munich, se realizaron exposiciones itinerantes de 1938 a 1941 en varias ciudades alemanas importantes como Berlín, Leipzig, Düsseldorf, Salzburgo y Hamburgo. La asistencia se midió en millones (quizás en gran medida porque la entrada era gratuita), y el llamado arte degenerado puede haber sido más popular entre el público de lo que los nazis anticiparon. Goebbels había apoyado a los expresionistas alemanes hasta que Hitler intervino y expresó su disgusto hacia artistas como Max Liebermann y Emil Nolde.